# カブキロックス (ゲームソフト)
『カブキロックス』は、1994年3月4日に日本のアトラスから発売されたスーパーファミコン用ロールプレイングゲーム。
江戸時代をモチーフにしたロールプレイングゲーム。舞台となるのは「連ダコ惑星」という連タコ状に連なる惑星であり、「イズモ」「アワ」「キョウ」「ヒノクニ」「エゾ」「ムツ」「オエド」の7国が一枚のタコの上に存在する。

## ゲームシステム
スタンダードなロールプレイングゲームとなっている。マップ上を自由に移動し、ランダムエンカウントによって戦闘が発生し、町では武器や道具といったアイテムを購入できる。レベルは『○○両役者』と表現される。特徴的なものに、『歌武器』と『十八番』がある。

### 歌武器
このゲームの中核となる要素で、従来のロールプレイングゲームの「魔法」や「呪文」に当たる。歌舞伎のもじりである。
心に響く歌で、他人にダメージを与えたり、逆に傷を癒したり、といった事ができる。
また、物語が進むと、複数人で歌武器を扱うこともできるようになる（「デュエット」「コーラス」）。ボスキャラクターの中にも歌武器を使用する者がいる。
歌武器は実在する歌の名前をもじった物（一部例外あり）となっている。以下に例を記す。
- 攻撃系
  - いい火たびだち（谷村新司「いい日旅立ち」）
  - 冷凍・イット・ビー（ビートルズ「レット・イット・ビー」）
  - てんとう虫のサンダー（チェリッシュ「てんとう虫のサンバ」）
  - イエスだぜィ（ビートルズ「イエスタディ」）
- 治癒系
  - 元気をだして（竹内まりや「元気を出して」）
  - おくる言葉（海援隊「贈る言葉」）
- 補助系
  - ハイチューン武器（近藤真彦「ハイティーン・ブギ」）
  - 愛のままにわがままに（B'z「愛のままにわがままに 僕は君だけを傷つけない」）
  - 夢の中へ（井上陽水「夢の中へ」）

### 十八 番
各キャラクターに固有の得意技として、「十八番」が設定されている。
ロックなら新しい歌武器を覚えられる「作曲」、マッキーなら味方全員の気力を振り絞らせる「奮い立たせる」、ベンケイなら敵中に飛び込み大暴れする「大立ち回り」など、それぞれ特徴的なものになっている。

## ストーリー
将軍が変わってしまったことにより、天下泰平であった世にはモンスターが溢れ、更には「モンスター憐れみの令」というお触れまで出てしまう。
そんな世を直すために立ち上がる、主人公とその仲間たちの物語である。

## 登場キャラクター

### プレイヤーキャラクター
花川戸 助六（ロック）
本作の主人公。名前の由来は助六。
三浦 揚巻（マッキー）
幼馴染。名前の由来は助六の愛人揚巻。
武蔵坊 弁慶（ベンケイ）
義理堅い巨漢。名前の由来は勧進帳に登場する歴史上の人物武蔵坊弁慶。
じらいや
こそ泥少年。名前の由来は児雷也豪傑譚の自来也。
法界坊
歌武器の師匠。名前の由来は隅田川続俤の登場人物法界坊。
ジロキチ
キョウの町の大泥棒。名前の由来は鼠小僧次郎吉。
藤娘（フジムスメ）
キョウの女形。名前の由来は藤娘。
辰五郎
ヒノクニの火消し。
お七
辰五郎の恋人。名前の由来は八百屋お七。
景清
裏イタコの男。名前の由来は景清。
夕凪
強力なイタコ。
この一覧にある人物の多くはイベントで死亡し、そのことから本作は登場人物が死ぬことが多いゲームと評されている。しかし夕凪のイタコ能力により、死亡したキャラクターでも戦闘では生前の様に普通に使える。

### ノンプレイヤーキャラクター
天斎
前将軍の後を継いで新しく将軍になった男。「民はもっと苦しむべき」との信念から様々な弾圧政策を行う。
ゴエモン
天斎の懐刀として実務を担当する。知能が高いことが特筆される。
右ジンゴロー
こうずけのすけ

## スタッフ
- エグゼクティブ・プロデュース：横山秀幸（アトラス）
- プロデュース：小林正樹（RED）、岩田祐一（アトラス）
- エスタブリッシュメント、オリジナル・ライター：吉川兆二（RED）
- シナリオ、メッセージ：吉川兆二（RED）、茶谷G（RED）、滝本正至（RED）、かいたかし（アトラス）
- ゲーム・ディレクター：佐武義訓
- キャラクター・デザイン：水谷謙之介（RED）
- モンスター・デザイン：竹澤梅松（RED）、佐藤勝広（アトラス）
- マップ・プランニング：藤木真一
- シナリオ・プランニング：かいたかし
- プランニング・アシスタント：細野雄士
- メイン・プログラム：高木秀俊
- バトル・プログラム：照井利幸
- ビジュアル・プログラム：松本尚史
- キャラクター・ディレクター、マップ・デザイン：瀧野講司
- キャラクター・アニメグラフィックス、タウンマップ：本堂雅史
- バトル・エフェクト、ダンジョンマップ：高島志郎
- モンスター・グラフィックス：佐藤勝広
- 音楽：増子司、氏神一番

## 評価
ゲーム誌『ファミコン通信』の「クロスレビュー」では、8・6・7・6の合計27点（満40点）、『ファミリーコンピュータMagazine』の読者投票による「ゲーム通信簿」での評価は以下の通り22.2点（満30点）となっている。
| 項目 | キャラクタ | 音楽 | お買得度 | 操作性 | 熱中度 | オリジナリティ | 総合 |
| 得点 | 4.1        | 3.8  | 3.3      | 3.6    | 3.5    | 3.9            | 22.2 |

## 漫画版
歌炎烈伝 カブキロックス
キャラクターデザインを担当した水谷謙之介の作画により講談社刊「コミックボンボン」1993年4月増刊号に読み切り掲載されたコミカライズ版。メインキャラクターと世界観を前面に出した一話完結のオリジナルストーリーが展開され、紙面には本作の他にゲーム版の紹介記事も掲載された。